# Rickey Henderson
Rickey Nelson Henley Henderson (ur. 25 grudnia 1958 w Chicago, zm. 20 grudnia 2024 w East Bay) – amerykański baseballista, który występował na pozycji lewozapolowego przez 25 sezonów w Major League Baseball.

## Kariera zawodnicza
Henderson został wybrany w czwartej rundzie draftu 1976 roku przez Oakland Athletics i początkowo występował w klubach farmerskich tego zespołu, między innymi w Ogden A’s, reprezentującym poziom Triple-A. W MLB zadebiutował 24 czerwca 1979 w meczu przeciwko Texas Rangers. W następnym sezonie zdobył najwięcej skradzionych baz w lidze (100); w ciągu następnych dziewięciu sezonów zwyciężał w tej klasyfikacji ośmiokrotnie. W 1980 wystąpił także po raz pierwszy w karierze w Meczu Gwiazd. Rok później zaliczył najwięcej uderzeń (135), zdobył najwięcej runów (89) i ze średnią uderzeń 0,319 w głosowaniu do nagrody MVP American League zajął drugie miejsce za Rolliem Fingersem z Milwaukee Brewers. W grudniu 1984 w ramiach wymiany przeszedł do New York Yankees, w którym występował przez pięć sezonów.
W czerwcu 1989 powrócił do Oakland Athletics, z którym wystąpił w World Series; Athletics pokonali San Francisco Giants w czterech meczach. Rok później zdobywając najwięcej runów (119) i skradzionych baz (65), mając najlepszy on-base percentage (0,439), slugging percentage 0,577 (2. wynik w lidze) i ze średnią uderzeń 0,325 (5. wynik w lidze), został wybrany najbardziej wartościowym zawodnikiem. 1 maja 1991 zdobył 939. skradzioną bazę i tym samym pobił rekord w Major League, należący do Lou Brocka, który zakończył karierę w 1979 roku.
W sezonie 1993 występował w Toronto Blue Jays, z którym wystąpił w World Series przeciwko Philadelphia Phillies. W szóstym meczu zdobył dwupunktowego home runa, dającego zwycięstwo Jays 8–6; w całej serii Jays zwyciężyli w sześciu meczach. W latach 1994–1995 ponownie występował w Oakland Athletics.
Występował jeszcze w Anaheim Angels, po raz czwarty w Oakland Athletics, New York Mets, Seattle Mariners, San Diego Padres (będąc zawodnikiem tego klubu, 7 października 2001 roku w meczu przeciwko Colorado Rockies, zaliczył 3000. uderzenie w karierze, jednocześnie stając się 25. zawodnikiem w historii z takim osiągnięciem), Boston Red Sox oraz Los Angeles Dodgers.

## Późniejszy okres
Po zakończeniu kariery był między innymi trenerem pierwszej bazy w New York Mets. W 2009 został wybrany do Galerii Sław Baseballu.

## Nagrody i wyróżnienia
| Nagroda/wyróżnienie              | Lata                                                       | Źródło |
| MVP American League              | 1990                                                       | [ 17 ] |
| 10× All-Star                     | 1980, 1982, 1983, 1984, 1985, 1986, 1987, 1988, 1990, 1991 | [ 4 ]  |
| Gold Glove Award                 | 1981                                                       | [ 18 ] |
| 3× Silver Slugger Award          | 1981, 1985, 1990                                           | [ 19 ] |
| 2× zwycięzca w World Series      | 1989, 1993                                                 | [ 20 ] |
| Baseball Hall of Fame            | od 2009                                                    | [ 16 ] |
| # 24 zastrzeżony przez Athletics | 2009                                                       | [ 21 ] |

## Rekordy w MLB
| Osiągnięcie | Rekord        | Źródło     |
| W karierze | W karierze    | W karierze |
| --- | ------------- | ---------- |
| Najwięcej skradzionych baz                                                                                            | 1406          | [ 22 ]     |
| Najwięcej razy wyautowany przy próbie skradzenia bazy (caught stealing)                                               | 335           | [ 23 ]     |
| Najwięcej zdobytych runów                                                                                             | 2295          | [ 24 ]     |
| Najwięcej zdobytych home runów przy pierwszym podejściu, będąc pierwszym na liście pałkarzy (tzw. lead-off home runs) | 81            | [ 25 ]     |
| Zaliczone bazy za darmo (nie wliczając intentional walks)                                                             | 2129          | [ 25 ]     |
| W jednym sezonie |               |            |
| Najwięcej skradzionych baz                                                                                            | 130 (1982)    | [ 22 ]     |
| Najwięcej razy wyautowany przy próbie skradzenia bazy (caught stealing)                                               | 42 (1982)     | [ 23 ]     |
| Najwięcej skradzionych baz w postseason                                                                               | 8 (1989 ALCS) | [ 26 ]     |